# Leucostethus brachistriatus
Leucostethus brachistriatus – gatunek płaza bezogonowego z rodziny drzewołazowatych (Dendrobatidae).

## Występowanie
Leucostethus brachistriatus jest gatunkiem endemicznym spotykanym tylko w Andach w zachodniej części Kolumbii. Miejsce typowe znajduje się na wysokości 1500 m n.p.m. na zachodnich zboczach Kordyliery Środkowej w gminie Ginebra w departamencie Valle del Cauca.
Gatunek występuje na ziemi w pobliżu strumieni w lasach górskich, także na pola uprawnych i pastwiskach. Określa się go jako pospolity.